# Sosva du Nord
La Sosva du Nord ou Severnaïa Sosva (en russe : Северная Сосьва) est une rivière de Sibérie en Russie, long de 759 km affluent gauche du petit Ob, bras du grand fleuve sibérien. 

## Géographie
La Sosva du Nord coule dans la partie occidentale du district autonome des Khantys-Mansis. Elle prend sa source sur le versant oriental de l'Oural septentrional. La Sosva se jette dans le petit Ob par un véritable delta, en aval de la petite ville de Vanzetur.
Son bassin versant a une superficie de 98 300 km2, en ce compris divers affluents des différents bras de son delta.

## Affluents
- Un de ses principaux affluents, la petite Sosva (Malaïa Sosva), a une longueur de 484 km et un bassin versant d'une superficie de 10 400 km2. Il conflue en rive droite.
- Autre affluent important, le Liapine, également appelé Sigva ou Khoulga, venu du nord, lui donne ses eaux en rive gauche. Son bassin s'étend sur 27 300 kilomètres carrés et son débit moyen est de 345 mètres cubes par seconde.

## Hydrométrie - Les débits à Igrim
Le débit de la Sosva du Nord a été observé pendant 42 ans (1958-1999) à Igrim, localité située à plus ou moins 50 kilomètres en amont de Vanzetur et de sa subdivision en de multiples bras, avant sa confluence avec l'Ob . 
À Igrim, le débit inter annuel moyen ou module observé sur cette période était de 786 m3/s pour une surface prise en compte de 87 800 km2, soit plus ou moins 98 % du bassin versant total de la rivière.
La lame d'eau écoulée dans cette partie du bassin atteint ainsi le chiffre de 279 millimètres par an, ce qui peut être considéré comme assez élevé.
Le débit moyen mensuel observé en mars (minimum d'étiage) est de 77,5 m3/s, soit plus ou moins 3 % du débit moyen du mois de juin (2 653 m3/s), ce qui illustre l'amplitude très élevée des variations saisonnières. Sur la durée d'observation de 42 ans, le débit mensuel minimal a été de 45,1 m3/s en mars 1977, tandis que le débit mensuel maximal s'élevait à 5 080 m3/s en juin 1999. Un débit mensuel inférieur à 50 m3/s est relativement exceptionnel.